# De domo sua
Sauf précision contraire, les dates de cet article sont sous-entendues « avant l'ère commune » (AEC), c'est-à-dire « avant Jésus-Christ ».
De domo sua (Sur sa maison) est une plaidoirie de Cicéron prononcée le 30 septembre 57 devant le collège des pontifes en vue de récupérer son patrimoine après son retour d'exil.
La locution adverbiale « pro domo », forme abrégée de la locution latine pro domo sua, est une allusion à la plaidoirie.

## Contexte
Cicéron possède une domus située sur le côté nord-ouest du mont Palatin, sur le clivus Victoriae surplombant le Forum Romain. La domus est située entre le Porticus Catuli et la maison de Q. Seius Posthumus. Cicéron l'a achetée en 62 pour 3,5 millions de sesterces à M. Crassus. Pour payer, Cicéron a emprunté 2 millions de sesterces à Publius Cornelius Sulla.
En mars 58, Cicéron est condamné à l'exil pour avoir fait exécuter illégalement des citoyens romains complices de la conjuration de Catilina, en décembre 63.
Cette condamnation à l'exil se double d'une confiscation de ses biens, y compris immobiliers, dont sa demeure romaine.
Dès sa condamnation, ses amis et alliés politiques manœuvrent pour faire abolir cette loi d'exil. Ils aboutissent en juillet 57. Dès le 5 août, Cicéron est de retour en Italie (au port de Brindes) et fait une entrée triomphale à Rome le 5 septembre. Le 7 septembre, il reprend son activité politique lors de la séance du Sénat de ce jour consacrée à la crise frumentaire que traverse Rome en cet été.
Parallèlement, il travaille à rétablir son honneur et à récupérer ses biens. C'est dans cette optique qu'il est amené à prononcer les trois discours conservés de cette période : les deux Post Reditum (in Senatu et in Quirites) et notre De domo sua, spécifiquement consacré à la restitution de ses biens.

## Titre
Cicéron possédait à Rome une demeure de prestige sur le Palatin qu'il avait achetée à Crassus en 62 pour 3 500 000 sesterces, somme considérable.
Dès la loi d'exil votée, elle est pillée. Clodius, ennemi acharné de Cicéron, instigateur de la loi et chargé de l'administration de ses biens mis sous séquestre, manœuvre pour l'acquérir. Pour éviter toute récupération ultérieure, il fait consacrer le lieu par un prêtre (un pontife) à la déesse Libertas. Le lieu devient sacré.

## Date
Dans une lettre à Atticus, Cicéron date son discours de la veille des calendes du mois d'octobre (prid. Kal. Oct.), soit le 29 septembre 57,,, du calendrier romain préjulien.

## Procédure
Pour reprendre ce bien, Cicéron doit d'abord obtenir l'annulation de la consécration religieuse de la propriété.
La procédure, que nous qualifierions de droit public aujourd'hui, se déroule devant le collège des pontifes, la plus haute instance religieuse des Romains, puisque c'est un pontife qui a consacré le lieu.
Cela peut nous surprendre aujourd'hui, mais il faut se rappeler que carrière politique et carrière sacerdotale ne faisaient qu'une à Rome. Droit public et droit religieux étaient liés. C'est d'ailleurs ce que souligne avec emphase Cicéron dès l'entame de sa plaidoirie : « Parmi les nombreuses créations et institutions que les dieux ont inspirées à nos ancêtres, pontifes, il n'en est de plus belles que de confier aux mêmes hommes le culte des dieux immortels et les intérêts supérieurs de l'État, afin que les citoyens les plus éminents et les plus illustres assurent le maintien du culte par une bonne gestion de l'État et celui de l'État par une sage exégèse du culte. (§ 1, trad. Wuilleumier) »

## Contenu
Ce discours présente un caractère technique marqué, ce qui en fait l'intérêt pour les historiens. Cicéron fait référence à nombre de points du droit public, témoignage de sa connaissance approfondie de ce droit. Cependant, il s'abstient volontairement d'aborder les mystères du droit religieux, par nature non public (§ 39 et 138).
Les principaux points juridiques longuement développés concernent les trois arguments majeurs de la plaidoirie :
- l'illégalité de l'élection de Clodius au tribunat de la plèbe, du fait de l'illégalité de son adoption[13] (§ 34-42) ;
- la réfutation de la légalité de la lex de exsilio Ciceronis et de celle qui l'avait rendue possible, la lex Clodia de capite civis Romani (§ 34-92) ;
- la nullité de la consécration de sa demeure comme étant injuste et impie[14] (§ 104-141).

La technicité du propos et la rigueur de l'argumentation n'empêchent pas Cicéron de déployer toute la palette de sa maîtrise oratoire: emphase, ironie, invective (quand il s'en prend à ses ennemis), voire sensiblerie. On sait par ailleurs que l'importance de l'enjeu le motiva au plus haut degré.

## Résultat
Cicéron gagne la cause. Le collège des pontifes lève la consécration du lieu : « Si celui qui déclarait avoir consacré le terrain n'en avait été nommément chargé ni par un vote des comices ni par un plébiscite, si aucun vote des comices ni plébiscite ne l'y avait invité, il paraissait qu'on pouvait, sans enfreindre une interdiction religieuse, acheter, restituer ce terrain. »
Clodius tente des manœuvres dilatoires mais, 1er octobre, le consul Cn. Cornelius Lentulus Marcellinus fait adopter par le Sénat, à l'unanimité moins une voix, la restitution. Sur avis d'une commission, les consuls fixent les dommages et intérêts à 2 000 000 de sesterces pour cette demeure, en grande partie détruite.

## Renommée
Cette plaidoirie ne semble guère avoir eu de retentissement par la suite dans la culture romaine. Peu d'auteurs en font mention ou allusion. On ne trouve que dix-sept gloses dans les ouvrages des neuf grammairiens ou rhéteurs.
Cependant, nous savons par une lettre qu'il écrivit à son ami et banquier Atticus que Cicéron en tirait grande fierté et qu'il voulait le proposer comme modèle éducatif.

## Transmission
Plusieurs manuscrits nous ont transmis les trois discours de septembre 57. Une analyse fine a permis aux éditeurs de poser que tous proviennent d'un modèle commun. Par élimination des filiations, quatre sont retenus pour les éditions modernes. Le plus ancien (Parisinus 7794 de la Bibliothèque Nationale, IXe siècle) s'avère de loin le plus proche de l'archétype commun. Néanmoins les autres permettent parfois de le corriger ou de le compléter utilement.

### Manuscrits
- Latin 6369, xive siècle (présentation en ligne).
- Latin 7777, 1466 (présentation en ligne).
- Latin 7794, ixe siècle (présentation en ligne).

### Éditions
- [Wuilleumier 1952] P. Wuilleumier, Cicéron, Discours, t. XIII, 1re part. : Au Sénat. – Au Peuple. – Sur sa maison, Paris, les Belles Lettres, coll. « CUF », 1952, 1 vol., 171, in-8o (20 cm) (OCLC 494311056, SUDOC 109013913).

### Sources antiques
- Dion Cassius, Histoire romaine.